# Hexahidrocannabinol
L'hexahidrocannabinol (HHC) és un derivat hidrogenat del tetrahidrocannabinol (THC). És un fitocannabinoide d'origen natural que poques vegades s'ha identificat com un oligocomponent en Cannabis sativa, però també es pot produir sintèticament per hidrogenació d'extractes de cànnabis. La síntesi i la bioactivitat de l'HHC es va informar per primera vegada l'any 1940 per Roger Adams utilitzant tetrahidrocannabinol preparat a partir de cannabidiol.
L'HHC és una substància psicoactiva amb efectes semblants als del THC. Els vaporitzadors HHC s'han venut obertament a les botigues principals i botigues de conveniència almenys des de principis de la dècada del 2020 a Amèrica del Nord i Europa.

## Química
Diversos grups de recerca han sintetitzat amb èxit (+)-HHC i (-)-HHC utilitzant citronel·lal i olivetol, així com altres compostos relacionats. L'HHC i els epímers de cannabinoides hidrogenats relacionats es van dilucidar mitjançant diverses tècniques espectroscòpiques de RMN (és a dir, NOSY, COSY, 1 H) i els diastereòmers es van aïllar mitjançant LC-MS i SCFC. Tot i que anteriorment s'han identificat compostos similars al cànnabis, el propi hexahidrocannabinol rarament s'ha aïllat de la planta. El grup de Las Heras l'any 2020 va prendre extracte de lípids de llavors de cànnabis sativa i va descobrir 43 cannabinoides a l'extracte brut; un d'ells és l'hexahidrocannabinol. Té dos diastereòmers en la posició de metil (9). L'HHC normalment es fa amb CBD. No hi ha enllaços dobles a l'anell ciclohexil com el D8/D9: s'han eliminat de l'estructura i s'han afegit hidrogens al compost. S'ha demostrat que anàlegs estructurals similars de l'HHC s'uneixen al receptor CB1 i produeixen efectes cannabinoides en animals, sent l'enantiòmer 9β-HHC molt més actiu que el 9α-HHC. Tot i que s'ha demostrat que l'HHC s'uneix al receptor CB 1, s'uneix amb una afinitat més feble que el THC, que normalment ha estat una indicació que no és tan embriagador com el THC típic.
S'ha trobat que diversos anàlegs d'HHC relacionats estructuralment es troben de forma natural al cànnabis, inclòs el cannabiripsol, 9α-hidroxihexahidrocannabinol, 7-oxo-9α-hidroxihexa-hidrocannabinol, 10α-hidroxihexahidrocannabinol, 10aR-hidroxihexahidrocannabinol i 10aR-hidroxihexahidrocannabinol 10α-hidroxi-Δ(9,11)-hexahidrocannabinol i 9β,10β-epoxihexahidrocannabinol.
El propi HHC s'ha trobat com un subproducte de degradació del THC de la mateixa manera que el cannabinol i el Delta-8-THC es poden formar per la planta de cànnabis a partir de la degradació del Delta-9-THC. La degradació del D9-THC que forma l'HHC és la reducció dels enllaços dobles de carboni que normalment constituirien la posició d'isòmer delta a l'estructura del THC.
Es va descobrir que el Delta-9-THC metabolitzava parcialment en 11-Hydroxy-THC i alfa,10 alfa-epoxi-hexahidrocannabinol juntament amb 1,2-epoxi-hexahidrocannabinol. Es va descobrir que el cannabidiol metabolitzava parcialment en 9α-hidroxi-HHC i 8-hidroxi-iso-HHC dins del cos. En presència d'alcohol, es poden formar els anàlegs metoxi o etoxi com ara 9-metoxi-HHC, 10-metoxi-HHC, 9-etoxi-HHC i 10-etoxi-HHC.
L'hexahidrocannabinol no s'ha de confondre amb els compostos relacionats 9-Nor-9β-hidroxihexahidrocannabinol (9-Nor-9Beta-HHC) o 9-Hidroxihexahidrocannabinol (9-OH-HHC) o 11-hidroxihexahidrocannabinol (11-OH-OH-HHC i 777). -HHC), tots els quals també s'han denominat de vegades "HHC".